# Riva sinistra ucraina

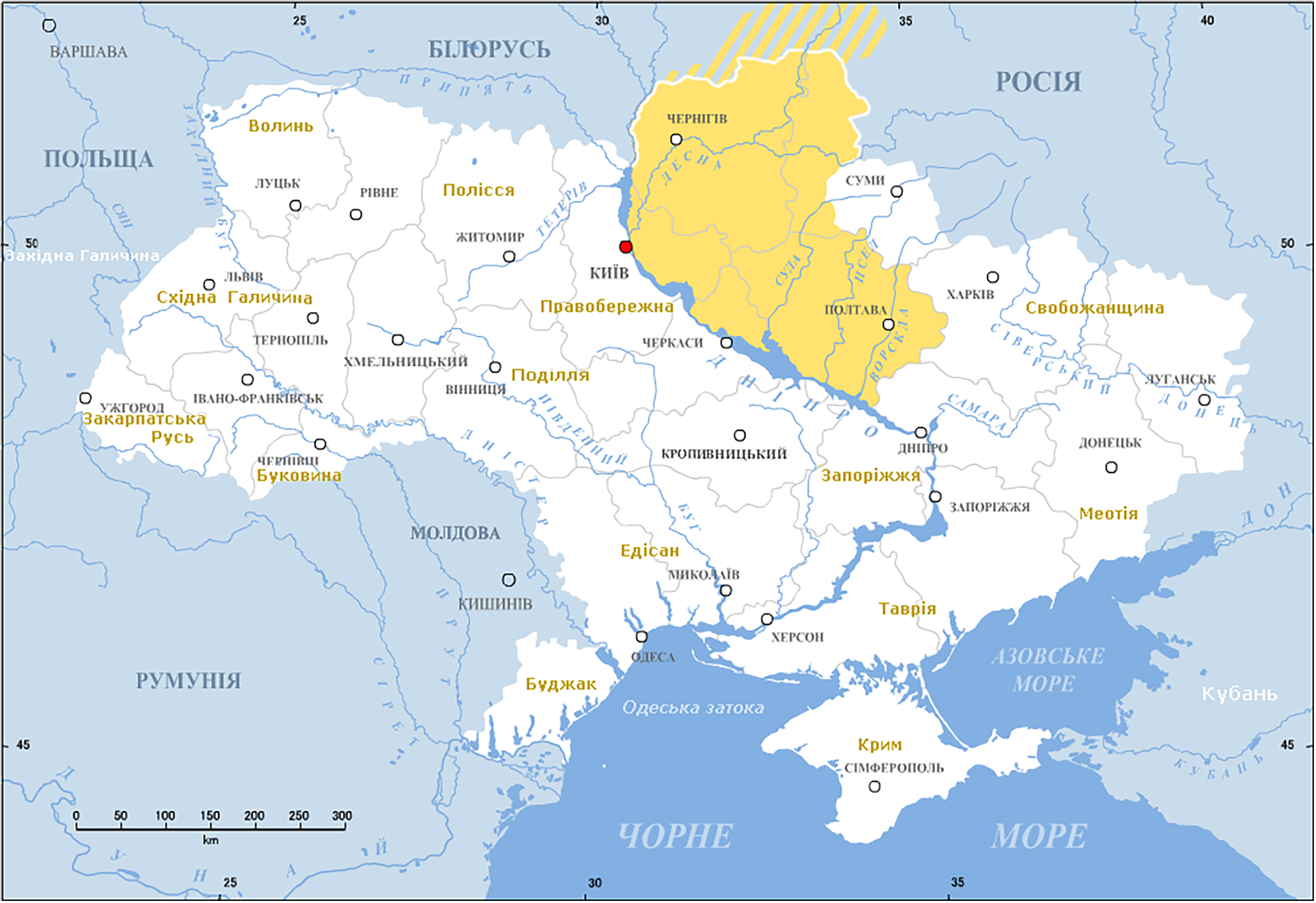
Riva sinistra ucraina

Riva sinistra ucraina (in ucraino Лівобережна Україна?, Livoberežna Ukraïna; in russo Левобережная Украина?, Levoberežnaja Ukraina; in polacco Lewobrzeżna Ukraina) è il nome storico di quella parte dell'odierna Ucraina posta sulla riva sinistra (orientale) del fiume Dnepr, comprendente le odierne oblast' di Černighiv, Poltava e Sumy così come i territori più orientali delle regioni di Kiev e Čerkasi.

## Storia
Fin dal trattato di Perejaslav del 1654, quest'area dell'Ucraina fu posta sotto il controllo moscovita, più tardi riaffermato dal trattato di Andrusovo (1667) e dal trattato di Pace Eterna (1686) tra la Confederazione polacco-lituana e la Moscovia. La Riva sinistra ucraina raggiunse dal 1772 lo status di entità autonoma all'interno dell'Impero russo come etmanato cosacco, ma tale status venne meno nel corso del XVIII secolo.